# Допълняющ македонски полк
Допълняющият македонски полк е български полк, участвал в Първата световна война.

## История
Допълняющият македонски полк е формиран на 5 септември 1915 г. в София, с наредба на началника на генералния щаб на българската армия генерал Климент Бояджиев. Полкът се състои от два батальона, девет пехотни роти и една инженерна рота. В него служат македонски българи, които са над 40 години. Съставът е от 12 155 войници и офицери. Начело на полка е поставен охридчанинът подполковник Климент Кръстев. Командването на полка се намира в тогавашното село Княжево, днес част от София. На 11 март 1916 полкът се премества на постоянен гарнизон в Скопие. Към 1917 г. полкът се състои от 16 661 войници. На 16 май 1917 заедно с 13-и пехотен рилски полк влизат в състава на новосформираната Втора окупационна бригада. Демобилизиран и разформиран е заедно с бригадата на 10 октомври 1918 г. в София.
- Войници от Допълняющия македонски полк полагат клетва пред митрополит Неофит Скопски, 1916 г.

## Наименования
През годините полкът носи различни имена според претърпените реорганизации:
- Допълняюща дружина на Кадровата дивизия (1915)
- Допълняюща дружина от 11-а кадрова дивизия (1915)
- Допълняющ полк от 11-а македонска дивизия (1915)
- Допълняющ македонски полк (1915 – 1918)

## Командири
Званията са към датата на заемане на длъжността.
| №  | звание       | име             | дати                                |
| -- | ------------ | --------------- | ----------------------------------- |
| 1. | Подполковник | Климент Кръстев | 5 септември 1915 – 10 октомври 1918 |